# قلعة الوعيرة
قلعة الوعيرة هي بقايا حصن صليبي يقع في وادي موسى في الأردن، على بُعد 1 كم إلى الشمال من المدخل الرئيسي للبتراء. وتبعد حوالى 34 كم إلى الجنوب من الشوبك. ولفظة الوعيرة هي تصغير «الوعرة» وذلك لأن المنطقة صعبة الارتياد، والموقع المقام عليه القلعة يرتفع حوالي 1050م عن سطح البحر ويحيط بها وادٍ طبيعي.

## التاريخ
خلال فترة الاحتلال الصليبي للمشرق، بنوا عدة قلاع وحصون على من أنطاكية شمالاً، مروراً بقلعة الحصن، إلى الجنوب فالكرك والشوبك وصولاً إلى منطقة البتراء حيث بنى بالدوين الأول، ملك مملكة اللاتين في القدس، حصن قلعة الوعيرة للتمكن من التحكم بالمنطقة الممتدة جنوب شرق البحر الميت، وقطع الطرق التجارية والعسكرية وقوافل الحج بين بلاد الشام ومصر والحجاز، حررت قوات صلاح الدين القلعة عام 1188م، بعيد تحرير قلعة الشوبك. وذكرها ياقوت الحموي بمعجمه بسنة 1225. ثم هجرت وغاب ذكرها سوى عند سكان المنطقة.

## وصف البناء
مع أن البناء متهدم، لكن يمكن وصفها من البقايا القائمة والأساسات الموجودة. حيث يحيط بالقلعة المستطيلة الشكل سور به برج في الجهة الشمالية الشرقية ومدخله في الجهة الجنوبية مساحة البرج من الداخل 4×5 م. يعلوه قبو برميلي الشكل وفي الجدار الشرقي به طلاقة، أي ثغرة لإطلاق السهام، طولها 120 سم وعرضها 15 سم. في الزاوية الشمالية الغربية للقلعة توجد بقايا كنيسة مبنية على نظام القاعة الواحدة مساحتها 13م×6م. يتصل بها غرفة من الجهة الشرقية. وهناك برج أخر في الجدار الغربي. بنيت الأسوار والأبراج و الكنيسة من حجارة صغيرة أبعادها 40 سم×30 سم ليست منحوتة بشكل دقيق و ليس فيها كثير من التجانس من حيث طريقة نحتها.

## معرض الصور

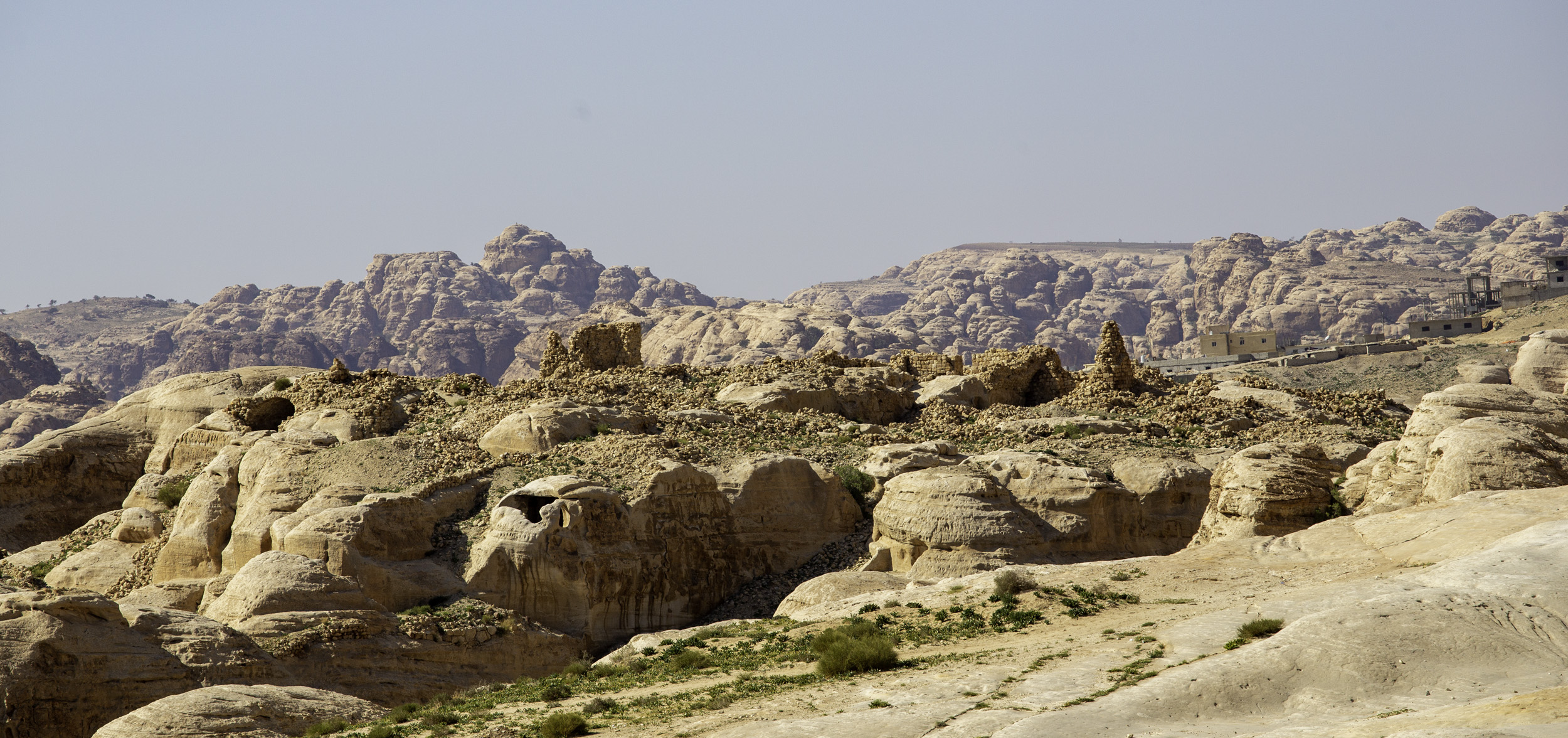
مشهد عام لقلعة الوعيرة
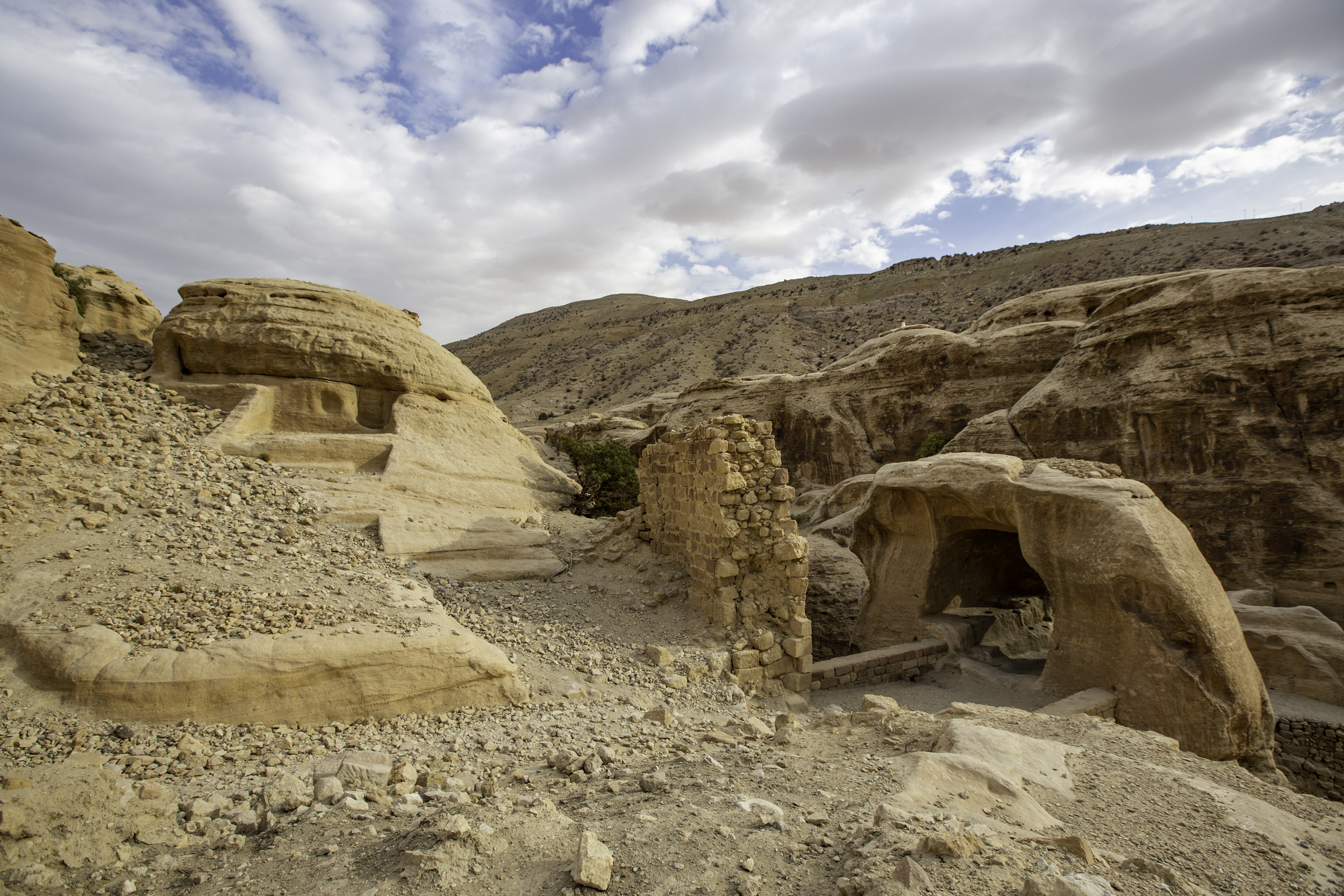
مشهد داخلي لقلعة الوعيرة